# Westchester County

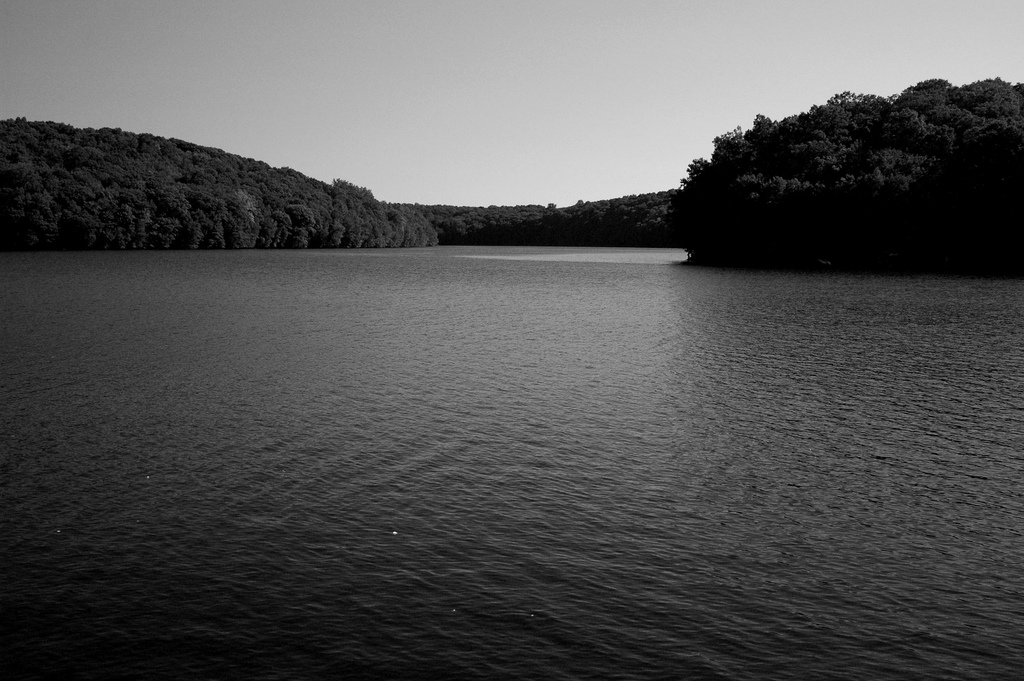
Der Kensico Stausee

Westchester County ist ein County im Südosten des Bundesstaates New York der Vereinigten Staaten. Der Verwaltungssitz (County Seat) ist White Plains.

## Geschichte

### Historische Sehenswürdigkeiten

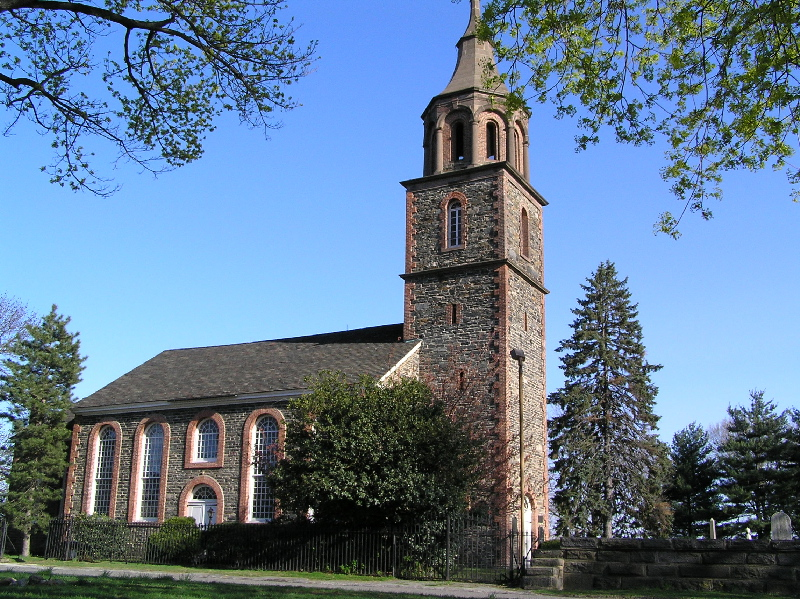
Saint Paul’s Church National Historic Site (2006)

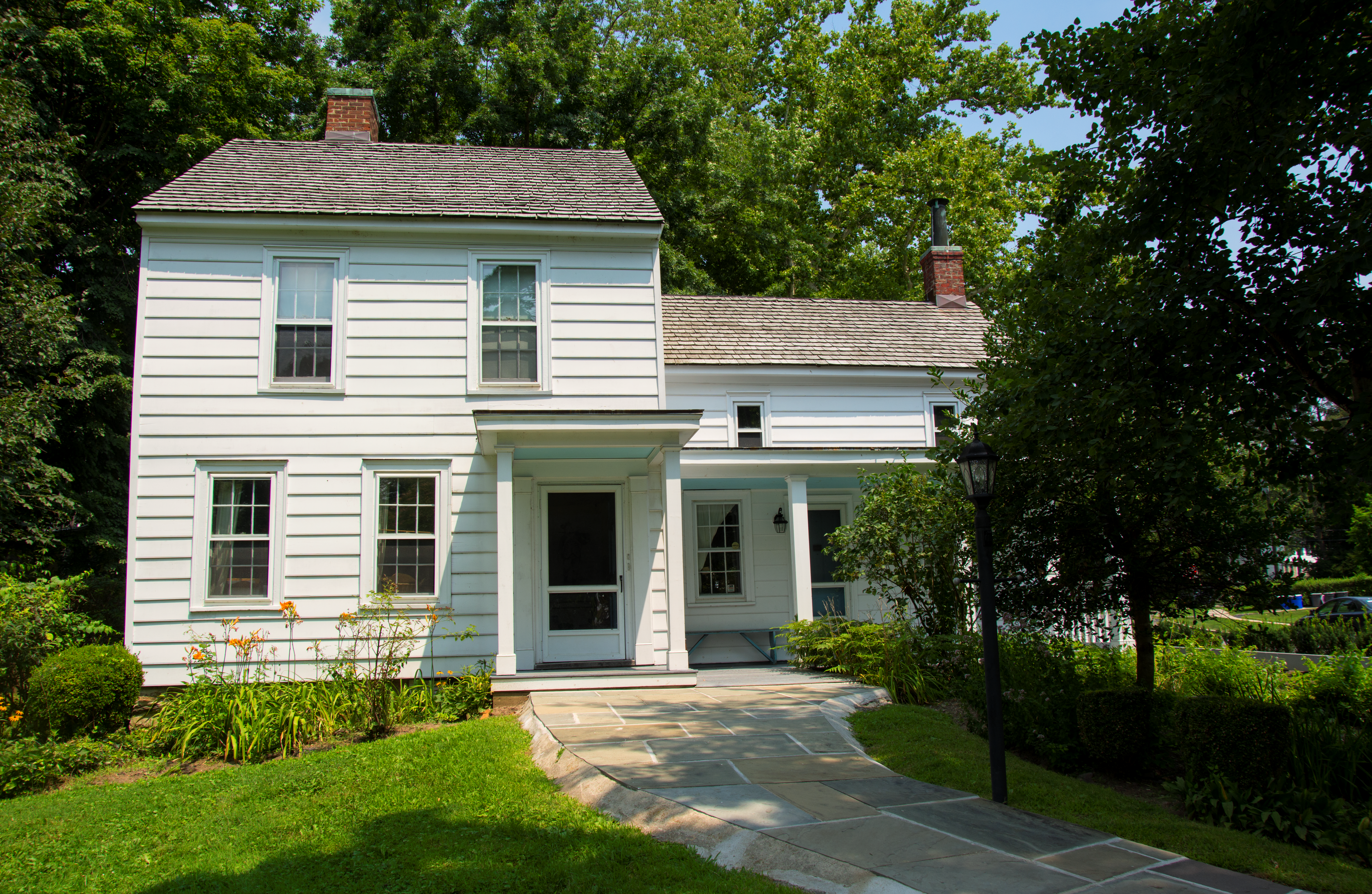
Thomas Paine Cottage (2015)

- Das historische Elephant Hotel in Somers gilt als Sehenswürdigkeit. Es wurde 2005 als historisches Denkmal aufgenommen und befindet sich an der New York State Route 202 auf Nummer 335.

- In Port Chester befindet sich in der North Main Street das historische Life Savers Building. Das Gebäude des gleichnamigen Bonbonherstellers Life Savers wurde am 11. Juli 1985 als historische Stätte mit der Nummer 85001496 in das National Register of Historic Places aufgenommen.

- Die Yorktown Heights Railroad Station befindet sich in der gleichnamigen Ortschaft auf der Commerce Street. Die 1877 errichtete Bahnhofsstation wurde 1981 vom NRHP aufgenommen und dient heute als Museum.[2]

- Auf dem Gate of Heaven Cemetery in Hawthorne sind zahlreiche Persönlichkeiten aus Sport, Politik und Kultur begraben.

Im County liegt eine National Historic Site, die Saint Paul’s Church National Historic Site. 19 Orte haben den Status einer National Historic Landmark. 225 Bauwerke und Stätten des Countys sind insgesamt im National Register of Historic Places eingetragen (Stand 17. Februar 2018).

## Geographie

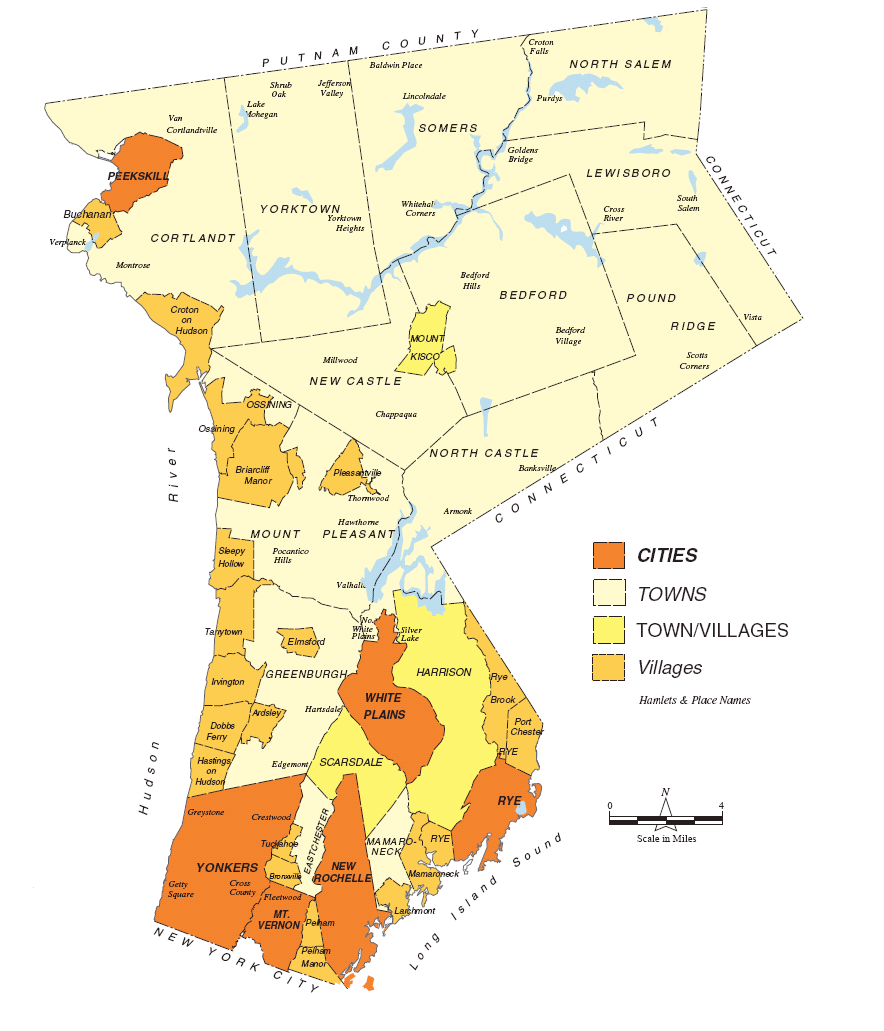
Karte der Gemeinden im Westchester County

Das Westchester County liegt zwischen dem Hudson River im Westen und Connecticut im Süden des US-Bundesstaates New York. Im Süden des Countys, im Bereich der Großstadt Yonkers, wird durch den Long Island Sound im Südosten und den Hudson River im Westen eine Halbinsel gebildet, die sich nach Süden hin fortsetzt. Im Süden wird das County durch New York City begrenzt.
|                              | Putnam County |                   |
| Rockland County Hudson River |               | Connecticut       |
|                              | Bronx County  | Long Island Sound |

Die Küste des Long Island Sound ist flach; es gibt Sandstrände und Marschen. Der Küste sind verschiedene Inseln vorgelagert:
- Columbia Island
- David’s Island
- Glen Island
- Huckleberry Island

Westchester County war in der Vergangenheit mehrfach von Tornados betroffen, so vom Westchester-County-Tornado 1900 und dem Westchester-County-Tornado 2006.

## Geologie
Der Untergrund des Countys besteht – genauso wie in Manhattan – aus Gneis und Glimmerschiefer.

## Verkehr
Im Norden des Countys führt der Interstate 684 durch die Landschaft. Er endet in der Nähe von Harrison am Interstate 287, einer Ost-West-Verbindung zwischen dem Interstate 87 und dem Interstate 95. Beide Highways verlaufen in Nord-Süd-Richtung, ersterer jedoch entlang des Hudson River, zweiterer entlang der Long Island Sound, von Connecticut nach New York.
Immer entlang des Hudson Rivers führt der U.S. Highway 9, entlang der Long Island Sound der U.S. Highway 1. Ganz im Norden des Countys verlaufen zudem die U.S. Highways 6 und 202 in Ost-West-Richtung.

## Städte und Gemeinden
(in Klammern Einwohnerzahlen nach dem United States Census 2000)
| Citys 1. Mount Vernon (68.321) 2. New Rochelle (72.182) 3. Peekskill (22.441) 4. Rye (14.955) 5. White Plains (57.300) 6. Yonkers (196.086) Towns 1. Bedford (18.133) 2. Cortlandt (38.467) 3. Eastchester (31.318) 4. Greenburgh (86.764) 5. Lewisboro (12.324) 6. Mamaroneck (28.967) 7. Mount Pleasant (43.221) 8. New Castle (17.491) 9. North Castle (10.849) 10. North Salem (5.173) 11. Ossining (36.534) 12. Pelham (11.866) 13. Pound Ridge (4.726) 14. Rye 15. Somers (18.346) 16. Yorktown (36.318) | Kombinierte Towns/Villages 1. Harrison (24.154) 2. Mount Kisco (9.983) 3. Scarsdale (17.886) Villages 1. Ardsley (4.269) 2. Briarcliff Manor (7.696) 3. Bronxville (6.543) 4. Buchanan (2.189) 5. Croton-on-Hudson (7.606) 6. Dobbs Ferry (10.622) 7. Elmsford (4.676) 8. Hastings-on-Hudson (7.648) 9. Irvington (6.631) 10. Larchmont (6.485) 11. Mamaroneck (18.752) 12. Ossining (24.010) 13. Pelham (6.400) 14. Pelham Manor (5.466) 15. Pleasantville (7.172) 16. Port Chester (27.867); zu Town of Rye 17. Rye Brook (8.602); zu Town of Rye 18. Sleepy Hollow (9.212) 19. Tarrytown (11.090) 20. Tuckahoe (6.211) | Census-designated places 1. Armonk (3.461) 2. Bedford Village (1.724) 3. Chappaqua (11.009) 4. Crompond (2.050) 5. Crugers (1.752) 6. Eastchester (18.564) 7. Fairview (2.887) 8. Golden's Bridge (1.578) 9. Greenville (8.648) 10. Hartsdale (9.830) 11. Hawthorne (5.083) 12. Heritage Hills (3.683) 13. Jefferson Valley (14.891) 14. Lake Mohegan (5.979) 15. Lincolndale (2.018) 16. Peach Lake (1.671) * 17. Scotts Corners (624) 18. Shenorock (1.887) 19. Shrub Oak (1.812) 20. Thornwood (5.980) 21. Valhalla (5.379) 22. Verplanck (777) 23. Yorktown Heights (7.972) * Teile des CDP liegen im Putnam County |